# Acatinga quinquemaculata
Acatinga quinquemaculata là một loài bọ cánh cứng thuộc họ Xén tóc. Loài này được Zajciw mô tả năm 1966.